# Nuoto ai XVI Giochi asiatici
Il nuoto ai Giochi asiatici 2010 si è svolto dal 13 al 18 novembre nell'impianto Aoti Aquatics Centre di Canton e ha visto lo svolgimento di 38 gare, 19 maschili e 19 femminili.

## Medagliere
| #      | Nazione       | Oro | Argento | Bronzo | Totale |
| ------ | ------------- | --- | ------- | ------ | ------ |
| 1      | Cina          | 24  | 16      | 14     | 54     |
| 2      | Giappone      | 9   | 18      | 12     | 39     |
| 3      | Corea del Sud | 4   | 3       | 6      | 13     |
| 4      | Singapore     | 1   | 1       | 0      | 2      |
| 5      | Kazakistan    | 0   | 1       | 1      | 2      |
| 6      | Hong Kong     | 0   | 0       | 2      | 2      |
| 7      | India         | 0   | 0       | 1      | 1      |
| 7      | Taipei cinese | 0   | 0       | 1      | 1      |
| Totale | Totale        | 38  | 39      | 37     | 114    |

## Podi

### Uomini
| Evento               | Oro | Prestazione | Argento | Prestazione | Bronzo | Prestazione |
| Stile libero         | |             | |             | |             |
| 50 m                 | Lu Zhiwu | 22"37       | Masayuki Kishida                                                                                                 | 22"45       | Rammaru Harada | 22"84       |
| 100 m                | Park Tae-hwan | 48"70       | Lu Zhiwu | 48"98       | Takurō Fujii | 49"37       |
| 200 m                | Park Tae-Hwan | 1'44"80     | Sun Yang | 1'46"25     | Takeshi Matsuda | 1'47"73     |
| 400 m                | Park Tae-Hwan | 3'41"53     | Sun Yang | 3'42"47     | Zhang Lin | 3'49"15     |
| 1500 m               | Sun Yang | 14'35"43    | Park Tae-Hwan | 15'01"72    | Zhang Lin | 15'22"03    |
| Dorso                | |             | |             | |             |
| 50 m                 | Junya Koga | 25"08       | Ryōsuke Irie | 25"16       | Cheng Feiyi | 25"30       |
| 100 m                | Ryōsuke Irie | 53"61       | Junya Koga | 53"88       | Sun Xiaolei | 54"46       |
| 200 m                | Ryōsuke Irie | 1'55"45     | Zhang Fenglin | 1'57"53     | Cheng Feiyi | 1'58"93     |
| Rana                 | |             | |             | |             |
| 50 m                 | Xie Zhi | 27"80       | Ryō Tateishi | 27"86       | Li Xiayan | 27"89       |
| 100 m                | Ryō Tateishi | 1'00"38     | Vladislav Polyakov                                                                                               | 1'01"03     | Wang Shuai | 1'01"71     |
| 200 m                | Naoya Tomita | 2'10"36     | Xue Rui Peng Kyuwoong Choi                                                                                       | 2'12"25     | |             |
| Farfalla             | |             | |             | |             |
| 50 m                 | Zhou Jiawei | 23"66       | Masayuki Kishida                                                                                                 | 24"13       | Virdhawal Khade | 24"31       |
| 100 m                | Zhou Jiawei | 51"83       | Takurō Fujii | 51"85       | Wu Peng | 52"72       |
| 200 m                | Takeshi Matsuda | 1'54"02     | Ryusuke Sakata                                                                                                   | 1'55"23     | Chen Yin | 1'55"29     |
| Misti                | |             | |             | |             |
| 200 m                | Ken Takauwa | 1'58"31     | Wang Shun | 1'59"72     | Yuya Horihata | 2'00"48     |
| 400 m                | Yuya Horihata | 4'13"35     | Huang Chaosheng                                                                                                  | 4'13"38     | Ken Takauwa | 4'16"42     |
| Staffette            | |             | |             | |             |
| 4x100 m stile libero | Cina Shi Tengfei Jiang Haiqi Shi Runqiang Lu Zhiwu Chen Zuo* Liu Junwu*                                              | 3'16"34     | Giappone Takurō Fujii Rammaru Harada Shunsuke Kuzuhara Sho Uchida Yūki Kobori* Yoshihiro Okumura*                | 3'16"78     | Corea del Sud Kim Yongsik Bae Joonmo Park Seonkwan Park Tae-Hwan Jung Won-yong* Kim Min-gyu* Lee Hyun-seung* Park Min-kyu*         | 3'19"02     |
| 4x200 m stile libero | Cina Zhang Lin Jiang Haiqi Li Yunqi Sun Yang Dai Jun* Jiang Yuhui* Zhang Enjian*                                     | 7'07"68     | Giappone Yūki Kobori Sho Uchida Shunsuke Kuzuhara Takeshi Matsuda Yoshihiro Okumura*                             | 7'10"39     | Corea del Sud Bae Joonmo Jang Sangjin Lee Hyunseung Park Tae-Hwan Kim Yong-sik* Park Min-kyu*                                      | 7'24"14     |
| 4x100 m misti        | Giappone Ryōsuke Irie Ryō Tateishi Takurō Fujii Rammaru Harada Kōsuke Kitajima* Masayuki Kishida* Shunsuke Kuzuhara* | 3'34"10     | Corea del Sud Park Seonkwan Choi Kyuwoong Jeong Doohee Park Tae-Hwan Kim Ji-heun* Chang Gyu-cheol* Park Min-kyu* | 3'38"30     | Kazakistan Stanislav Ossinskiy Vladislav Polyakov Fedor Shkilyov Stanislav Kuzmin Yevgeniy Ryzhkov* Rustam Khudiyev* Artur Dilman* | 3'40"55     |

### Donne
| Evento               | Oro                                             | Prestazione | Argento                                                        | Prestazione | Bronzo                                                                    | Prestazione |
| Stile libero         |                                                 |             |                                                                |             |                                                                           |             |
| 50 m                 | Li Zhesi                                        | 24"97       | Tang Yi                                                        | 25"22       | Yayoi Matsumoto                                                           | 25"67       |
| 100 m                | Tang Yi                                         | 54"12       | Li Zhesi                                                       | 54"84       | Haruka Ueda                                                               | 55"15       |
| 200 m                | Zhu Qianwei                                     | 1'56"65     | Tang Yi                                                        | 1'57"08     | Hanae Itō                                                                 | 1'58"24     |
| 400 m                | Shao Yiwen                                      | 4'05"58     | Liu Jing                                                       | 4'08"89     | Seo Youn-jeong                                                            | 4'14"50     |
| 800 m                | Xuanxu Li                                       | 8'23"55     | Shao Yiwen                                                     | 8'24"14     | Maiko Fujino                                                              | 8'33"55     |
| Dorso                |                                                 |             |                                                                |             |                                                                           |             |
| 50 m                 | Gao Chang                                       | 27"45       | Aya Terakawa                                                   | 27"86       | Xu Tianlongzi                                                             | 28"14       |
| 100 m                | Zhao Jing                                       | 59"20       | Shiho Sakai                                                    | 59"87       | Chang Gao                                                                 | 59"90       |
| 200 m                | Zhao Jing                                       | 2'06"46     | Shiho Sakai                                                    | 2'07"81     | Aya Terakawa                                                              | 2'09"72     |
| Rana                 |                                                 |             |                                                                |             |                                                                           |             |
| 50 m                 | Wang Randi                                      | 31"04       | Zhao Jin                                                       | 31"13       | Satomi Suzuki                                                             | 31"52       |
| 100 m                | Ji Liping                                       | 1'06"91     | Satomi Suzuki                                                  | 1'07"43     | Chen Huijia                                                               | 1'07"98     |
| 200 m                | Jeong Darae                                     | 2'25"02     | Sun Ye                                                         | 2'25"27     | Ji Liping                                                                 | 2'25"40     |
| Farfalla             |                                                 |             |                                                                |             |                                                                           |             |
| 50 m                 | Tao Li                                          | 26"10       | Yuka Katō                                                      | 26"27       | Lu Ying                                                                   | 26"29       |
| 100 m                | Jiao Liuyang                                    | 57"76       | Tao Li                                                         | 58"24       | Yuka Katō                                                                 | 58"46       |
| 200 m                | Jiao Liuyang                                    | 2'05"79     | Natsumi Hoshi                                                  | 2'07"96     | Choi Hyera                                                                | 2'08"39     |
| Misti                |                                                 |             |                                                                |             |                                                                           |             |
| 200 m                | Ye Shiwen                                       | 2'09"37     | Wang Qun                                                       | 2'12"02     | Hye Ra Choi                                                               | 2'12"85     |
| 400 m                | Ye Shiwen                                       | 4'33"79     | Li Xuanxu                                                      | 4'38"05     | Wan-Jung Cheng                                                            | 4'41"55     |
| Staffette            |                                                 |             |                                                                |             |                                                                           |             |
| 4x100 m stile libero | Cina Li Zhesi Wang Shijia Zhu Qianwei Tang Yi   | 3'36"88     | Giappone Haruka Ueda Yayoi Matsumoto Tomoko Hagiwara Hanae Itō | 3'37"90     | Hong Kong Hang Yu Sze Wai Ting Yu Stephanie Au Hannah Wilson              | 3'43"17     |
| 4x200 m stile libero | Cina Zhu Qianwei Liu Jing Wang Shijia Tang Yi   | 7:51.81     | Giappone Hanae Itō Haruka Ueda Yayoi Matsumoto Risa Sekine     | 7:55.92     | Corea del Sud Park Nari Choi Hyera Lee Jaeyoung Seo Younjeong             | 8:07.78     |
| 4x100 m misti        | Cina Zhao Jing Chen Huijia Jiao Liuyang Tang Yi | 3'57"80     | Giappone Aya Terakawa Satomi Suzuki Yuka Katō Haruka Ueda      | 3'58"24     | Hong Kong Yin Yan Claudia Lau Hei Tung Fiona Ma Hang Yu Sze Hannah Wilson | 4'06"83     |